# Mater Dolorosa (Batavia)
Mater Dolorosa was een rooms-katholiek klooster van de Congregatie van de Goede Herder in Batavia, gelegen in het stadsdeel Meester Cornelis aan de Passerstraat. 

## Oorlogsperiode
Het gebouw was tijdens de Japanse bezetting van Nederlands-Indië in de periode van april 1943 tot eind februari 1945 ingericht als kampziekenhuis voor Nederlandse krijgsgevangenen. Het kamp was omheind met prikkeldraad.
Eind februari 1945 werden de nog aanwezige krijgsgevangenen overgebracht naar het 10e Bataljon. Daarna deed het klooster tot 23 augustus 1945 dienst als burgerkamp en in augustus 1945 als opvangkamp en ziekenhuis.